# 59
59 рік — невисокосний рік, що почався у середу за григоріанським календарем (у понеділок — за юліанським). У Римі правив імператор Нерон.

## Події
- Гай Віпстан Апроніан і Гай Фонтей Капітон — консули Римської імперії.
- Нерон наказав убити свою матір Агріппіну Молодшу, бо побоювався, що та відсторонить його від влади.
- Гай Светоній Паулін призначений намісником провінції Британія.

## Померли
- Агріппіна Молодша — мати імператора Нерона.
- Доміція Лепіда Старша — тітка Нерона, отруєна за його наказом.
- Марк Сервілій Ноніан — римський державний діяч (консул 35 року), історик.
- Гней Доміцій Афр — римський державний діяч, оратор і адвокат.